# Pampulha
Pampulha je područje Belo Horizontea osam kilometara od centra grada; jedinstven primjer grada-vrta stvorenog od 1942. – 1944. godine sa sjajnim istoimenim umjetnim jezerom i modernim vilama, te sjajnom crkvom sv. Franje Asiškog (Igreja de Sao Francisco de Assis); djelo suradnje arhitekta Oscara Niemeyera, urbanista Roberta Burle Marxa i drugih inovativnih brazilskih umjetnika. Tu se nalaze ekološki i zoološki park, te stadion Atletico Mineira, poznat kao Mineirão, najveći stadion u državi Minas Gerais, u čijem kompleksu je i dvorana Mineirinho, najveća u Brazilu.
Pampulha je upisana na UNESCO-ov popis mjesta svjetske baštine u Amerikama 2016. godine kao „moderni kompleks postignut smjelom uporabom betona spajajući arhitekturu, hortikulturu i kiparstvo u skladnu cjelinu. Također, odražava utjecaje lokalnih tradicija, brazilske klime i prirodnog okoliša na modernu arhitekturu”.
Tadašnji gradonačelnik Belo Horizontea, Juscelino Kubitschek želio je razviti područje sjeverno od grada, zbog čega je angažirao mladog i već poznatog arhitekta Oscara Niemeyera koji je dizajnirao skup zgrada oko umjetnog jezera Pampulhe, uključujući kasino, dvoranu za ples, jedriličarski i golf klub, te hotel. Pampulha je otvorena 16. svibnja 1943., u nazočnosti predsjednika Getulia Vargasa. Kasino je kasnije postao Umjetnički muzej Pampulhe 1957. god.
Pampulha je znamenitost koja je snažno utjecala na povijest urbanizma, između ostalog izgled brazilske prijestolnice, Brasilije, koje je djelo istih autora.
- Crkva sv. Franje Asiškog, Pampulha
- Umjetnički muzej Pampulhe
- Vila Baile
- Mineirinho Arena

## Poveznice
- Le Havre (Francuska)
- Stambena naselja berlinske moderne (Njemačka)